# Atokatheridium
Atokatheridium — вимерлий рід Deltatheridiidae з крейдяного періоду США.